# Thorsten Laussch

Thorsten Laussch, 2007

Thorsten Laussch (* 1964 in Hamburg) ist ein deutscher Schauspieler, Fernseh- und Rundfunkmoderator, Sprecher, Sänger, Autor und Entertainer.

## Leben
Geboren wurde Thorsten Laussch in Hamburg. Schon während der Schulzeit trat er mit seinem Schulfreund Michael Lott (heute auch Schauspieler), als Kabarettduo „Lott und Laussch“ auf Hamburger Bühnen auf. Nach Abitur und Zivildienst folgten Tätigkeiten beim Kabarett, Schauspielschule (Studium mit Abschlussdiplom), Nachrichtensprecher bei OK Radio und Radio Hamburg, Fernsehmoderator bei Tele 5, Kolumnist der Bild-Zeitung, Sprecher und Autor der täglichen Comedy Rudi Drahtlos für OK Radio und Autor der RTL-II-TV-Show Bitte Lächeln. Außerdem hatte er Gastrollen im Großstadtrevier, Livesendungen bei N-TV, 9live, Astro TV und Theaterengagements. Seit 1992 tritt er auf Bühnen mit eigenem Solo-Programm auf.
Als Moderator war er sowohl bei Radio und Fernsehen als auch in Live-Veranstaltungen tätig, darunter „Talk am Schloss“ (2000 bis 2006) und „Talk im Kult“ (2015/16), eine Veranstaltungsreihe aus einem Cafe in Hamburg-Langenhorn. Laussch empfing dort prominente Gäste aus Schauspiel, Musik, Gesellschaft und Politik. Weitere Talkreihen, die der Moderator mindestens zeitweise leitete, waren „Talk und Brunch“ in der „Bismarkmühle“ im Sachsenwald, „Talk am See“ in Bad Segeberg und „Talk am Meer“ in Timmendorfer Strand. Ab 2014 moderierte Thorsten Laussch gemeinsam mit Uli Pingel die Sport-Talkshow Nachspielzeit.
Seit 1995 ist Thorsten Laussch Darsteller und Autor der Figur Hausmeister Rudi. Als dieser trat er unter anderem beim Lokalsender Hamburg 1 und auf Bühnen in (Nord-)Deutschland sowie in der Sendung Unterwegs in Hamburg auf. Da diese Figur bereits seit 1989 in den Medien und auf der Bühne besteht und aus der Vorgängerfigur Rudi Drahtlos bei OK Radio hervorging, feierte Laussch 2014 sein 25-jähriges „Rudi“-Jubiläum. Eine Neuauflage des Fernsehformats erfolgte 2016. Die Sendung wurde „Rudi Reloaded-Facilitymanager 3.0“ genannt. Auch hier verkörperte Laussch in einem moderneren Sendungskonzept „Hausmeister Rudi“.
2017 wurde Laussch an der Seite von Joachim Llambi, Roberto Blanco und Wolfgang Penk Kuratoriumsmitglied der Heinz-Schenk-Stiftung. Benannt nach dem TV-Showmaster und Schauspieler, kümmert sich die Stiftung um Nachwuchs für die Showbranche und lobt alle zwei Jahre den „Heinz-Schenk-Nachwuchspreis“ aus.
In den Fernsehdokumentationen "50 Jahre Blauer Bock" (2007, HR) und "Heinz Schenk - Der 20 Millionen Mann" (2024, HR/SWR) äußert sich Laussch über seine zahlreichen persönlichen Begegnungen mit dem Entertainer.
An den Sendungen "Lachen mit Heinz Schenk", "Weihnachten mit Heinz Schenk" und "Ein Abend für Heinz Schenk" arbeitete Laussch als Co-Autor mit.
Seit 2022 moderiert, produziert und organisiert Thorsten Laussch das Show-Format "Hamburger Hafen Talk", das vor Publikum im Blockbräu an den Landungsbrücken in Hamburg aufgezeichnet wird. Hier begrüßte er auf der Bühne u. a. Polarforscher Arved Fuchs, Showmasterlegende Max Schautzer sowie die Schauspieler Rolf Becker, Charles Brauer, Claudia Rieschel, Jochen Busse, Hans-Peter Korff, Michaela May, Götz Otto, Katy Karrenbauer, die Entertainer Hugo Egon Balder und Taco sowie Parodist Jörg Knör, Moderatorenkollege Carlo von Tiedemann und Hamburgs Ersten Bürgermeister Dr. Peter Tschentscher. Einige der Shows wurden auch im Programm von Hamburg 1 ausgestrahlt. 
Thorsten Laussch arbeitet auch als Sprecher in den Bereichen Synchron, Fernsehdokumentationen und Hörspiele (u. a. in den Europa-Produktionen Die drei ???, TKKG und Fünf Freunde).
Laussch hat drei CDs sowie ein Buch veröffentlicht und an drei weiteren mitgearbeitet. Er hat einen Sohn und lebt in Ahrensburg.

## Engagements

### Radio
- 1988–1995: Rudi Drahtlos, OK-Radio, 1600 Folgen, tägliches Comedyformat
- 1989–1990: Sprecher, Radio Hamburg
- 1989–1991: „OK-Radio Treffpunkt“, Talkshow, wöchentliches Format, OK-Radio
- 2004: Sonntakte, NDR 90.3, Gastauftritt
- 2007: NDR-Hafenkonzert, Gesang

### Bühne
- 1986: Karl-May-Spiele Bad Segeberg Kleindarsteller
- 1990–1998: Heider Marktfrieden, Hauptrolle
- 1995: Die große Hausmeister Rudi Show, Schmidts Tivoli, Hamburg
- 1995–1996: Zwischen Himmelreich und Hölle, Stadttheater Heide, Hauptrolle
- 1998: Ernst und Falk, Hauptrolle, Gotthold Ephraim Lessing, Hamburg
- 1998: Der Tag der hohen Sonne, Wikinger Spiele, Schleswig, Hauptrolle
- 2001: Hansa-Theater Hamburg, 62 Vorstellungen
- 2002: Karl-May-Spiele Bad Segeberg, Im Tal des Todes, Hauptrolle
- 2000–2006: „Talk am Schloss“, Bühnen-Talkshow mit prominenten Gästen, Moderation und Konzept
- seit 2007: Mit Hausmeister Rudi zu den Sternen, Planetarium Hamburg
- 2014: Ernst und Falk Neuinszenierung, Rolle: „Falk“, Mozartsaal Hamburg
- 2015/2016 „Talk im Kult“, Bühnentalkshow
- seit 2022: „Hamburger Hafen Talk“, Bühnentalkshow/TV-Aufzeichnung

### Fernsehen
- 1988–1992: Moderator bei Tele 5, Vor Ort in Deutschland, Vor Ort in Hamburg, Hamburger
- seit 1995: Moderator und Figur „Hausmeister Rudi“ bei Hamburg 1 Fernsehen
- 1997: ntv, Live-Sendungen T-Forum (aus Hamburg, Berlin, Darmstadt und Leipzig)
- 1999–2000: „City-Café“, tägliche Infotainment-Show, Hamburg 1 Fernsehen
- seit 2000: „Unterwegs in Hamburg“ – Reportageformat, wöchentlich bei Hamburg 1 Fernsehen
- 1999/2001: Großstadtrevier, ARD, Gastrollen
- 2000–2003: „Gut beraten“, tägliches Service-Magazin, Hamburg 1 Fernsehen
- 2001–2003: „Die Zeit läuft“, Reiseshow, Hamburg 1 Fernsehen
- 2003: Lachen macht Spaß NDR-Show mit Carlo v. Tiedemann, Talkgast
- 2002–2006: Astro-TV, Reportagen und Talkshows
- 2007: 50 Jahre Blauer Bock, Doku, Hessischer Rundfunk
- 2008: Zu Ehren von Helga Feddersen, Doku NDR Fernsehen
- 2009–2011: „Butsches Rauchsalon“ TV-Unterhaltungsshow mit Talk und Musik aus dem Hamburger Restaurant Old Commercial Room
- 2011: „Klarschiff – der Talk an Bord“ TV-Talkshow auf der „Mare Frisium“ im Hamburger Hafen
- 2011: „Die beliebtesten Showmaster der Deutschen“ ARD-Dokumentation, Co-Autor
- 2010/2012: „Hamburg 1 in der Manege“ TV-Gala im Zirkus Charles Knie, Moderation, Buch und Regie
- 2014: „Der Norden bewegt sich – der Hamburg 1 Sport-Talk“ aus dem Arriba Strandbad, Norderstedt, monatlich
- 2016: „Nachspielzeit“, Hamburg 1 Sporttalk
- 2016: „Rudi Reloaded“ – Reportageformat mit Thorsten Laussch als „Hausmeister Rudi“

## Autorentätigkeit
- 1988–1995: Comedy Rudi Drahtlos, OK-Radio (1600 Folgen, tägliches Format)
- 1992–1997: Kolumnist der Bild-Zeitung
- 1993–1995: 320 Folgen der TV-Show Bitte Lächeln, RTL
- 1998: Buch „Hausmeister Rudi. Mittenmang ausm Leben“, Eichborn Verlag, Frankfurt
- 2007: Buch „Am Fuße des Kalkbergs“ – Hinter den Kulissen der Karl-May-Spiele Bad Segeberg. Autor des Kapitels „Wir hatten so viel Spaß“
- 2008: Buch „So war's. Geschichten und Anekdoten aus 20 Jahren Komödie Winterhuder Fährhaus“ – Gastautor

## Diskografie
- 1994: Rudi Drahtlos. Ich bin doch nicht blöd
- 1997: Hausmeister Rudi. Moooment mal
- 2007: Thorsten Laussch alias Hausmeister Rudi. Der ganze Kiez tanzt Mambo, Cj44 Records, Hamburg